# Українсько-тринідадські відносини
Українсько-тринідадські відносини — відносини між Україною та Республікою Тринідад і Тобаго. 
Тринідад і Тобаго визнав незалежність України 27 вересня 1999 року, того ж дня країни встановили дипломатичні відносини.
За відносини з Республікою Тринідад і Тобаго відповідає Постійне представництво України при ООН.

## Історія
У 2014 році Тринідад і Тобаго підтримав резолюцію ГА ООН «Територіальна цілісність України» (2014 рік), натомість він утримувався під час голосування за «кримські» резолюції у 2016-2022 рр.
Тринідад і Тобаго підтримав чотири з шести резолюцій ГА ООН, які вносилися Україною в рамках 11-ї надзвичайної спеціальної сесії ГА ООН, а саме “Агресія проти України” (2 березня 2022), “Гуманітарні наслідки агресії проти України” (24 березня 2022), «Територіальна цілісність України: захист принципів Статуту ООН» (12 жовтня 2022), «Принципи Статуту ООН, що лежать в основі досягнення всеосяжного, справедливого та міцного миру в Україні» (23 лютого 2023).
Натомість, Тринідад і Тобаго утримався під час голосування за резолюції «Призупинення прав, пов’язаних з членством Російської Федерації в РПЛ» (7 квітня 2022) та «Забезпечення засобів правового захисту та репарацій у зв’язку з агресією проти України» (14 листопада 2022).

## Торгівля
Товарообіг між Україною та Республікою Тринідад і Тобаго за підсумками 2022 року склав 1,246 млн. дол. США.
Головними статтями українського експорту були продукти харчування (готові продукти із зерна, молочні продукти, мед, вироби з цукру та овочі). З Тринідаду і Тобаго українська сторона імпортувала спиртні напої та різні харчові продукти.